# Snap!
Снап! је немачка евроденс музичка група, основана 1989. године.
Најпознатији су по песми Rhythm Is a Dancer, који је био на музичким листама број 1 хит током шест недеља у лето-јесен 1992. године. Њихов први хит, песма The Power, објављен је 1989. године, иако је на њиховом издању написан датум објављивања 1. јануар 1990.
Кроз групу је прошло неколико певача, али ниједан се није дуже задржао. Изузетак је био репер Турбо Б, који је био један од првих певача у групи и упркос томе што је напустио Снап! 1992, вратио се 2000. године.
Током целе каријере, група Снап! је имала девет песама које су се нашле на ТОП 10 листама (укључујући два пута број 1 у Великој Британији). Њихов први албум World Power достигао је број 7 у Немачкој, број 10 у Великој Британији и број 30 у САД-у. Албум је имао платинасти тираж у Немачкој, а достигао је златни тираж у Великој Британији и Сједињеним Државама.

## Дискографија

### Студијски албуми
- 1990 : World Power
- 1992 : The Madman's Return
- 1995 : Welcome To Tomorrow
- 1996 : Attack!
- 1996 : Attack! - The Remixes
- 2000 : One Day On Earth (unreleased)
- 2001 : The Greatest Hits
- 2002 : The Power - Best Of Snap!
- 2003 : The Cult Of Snap! (US: The Power Of Snap!)

### Синглови
- 1990 : The Power
- 1990 : Ooops Up
- 1990 : Cult of Snap
- 1990 : Believe the Hype
- 1990 : Mary Had a Little Boy
- 1991 : Megamix
- 1991 : Colour of Love
- 1992 : Rhythm Is a Dancer
- 1992 : Exterminate
- 1993 : Do You See The Light (Looking For)
- 1994 : Welcome To Tomorrow (Are You Ready?)
- 1995 : The First The Last Eternity (Till The End)
- 1995 : The World in my Hands
- 1996 : Rame
- 1996 : The Power '96
- 1996 : Rhythm is a Dancer '96
- 2000 : Gimme a Thrill
- 2002 : Do You See The Light 2002
- 2002 : Rhythm is a Dancer 2002
- 2003 : The Power (Of Bhangra)
- 2005 : Beauty Queen
- 2006 : Excited
- 2006 : We Want Your Soul
- 2010 : Rhythm is a Dancer 2010